# Protéinase K
La protéinase K est une enzyme de la famille des protéases à sérine. Elle est communément utilisée en biologie moléculaire pour digérer des protéines et enlever des contaminants de préparation d'acides nucléiques. Elle permet de digérer des cellules et d'extraire des acides nucléiques (ADN ou ARN) à partir de cellules de mammifères ou de micro-organismes. Elle inactive les ADNases et ARNases et peut modifier les protéines de surface des cellules. La protéinase K est une endopeptidase qui coupe les liaisons peptidiques de préférence au niveau du carboxyle d'un acide aminé à chaîne latérale hydrophobe ou aromatique. Son activité est stimulée par agents dénaturants comme le SDS.